# ぐんまフラワーパーク
ぐんまフラワーパークは、群馬県前橋市柏倉町にある群馬県立の植物園。赤城山の裾野に広がる。年7回の花まつりがあり、5棟の温室で、年間を通じて花が咲いている。花と緑の学習館では、体験教室が行われる。
総面積18.4haの敷地に、フラトピア大花壇（約6000m2）、高さ18mのパークタワーが設置され、ほか、温室エリア、庭園エリア、ガーデンエリア、キッズエリアに分かれている。
春はフラトピア大花壇で20万球のチューリップを咲かせる。冬は、数十万～100万個のイルミネーションを行う。
リニューアル前までは群馬県前橋市に本社を置くカネコ種苗が命名権（ネーミングライツ）を取得しており、2018年4月より名称を「カネコ種苗ぐんまフラワーパーク」としていた。
老朽化対策のため2023年4月から休園し、2025年4月にリニューアルオープン予定であったが、2025年1月に同年秋にオープンを延期することを群馬県が発表。また、リニューアル後の名称が「Gunma Flower Park +」（ぐんまフラワーパークプラス）に変更されることが発表された。2024年4月より指定事業者が株式会社パーク・コーポレーションを代表とする「ぐんまフラワーパークJV」へ変更になり、リニューアル後の設計もパーク・コーポレーション内ブランド「parkERs」が行っている。

## 施設概要
- 正式名称：ぐんまフラワーパーク
- 開園：1992年（平成4年）
- 敷地面積：18.4ha
- 最寄り駅：JR両毛線 前橋駅から約15km　車で約30分
- 総工費：約71億円
- 工期：約3年(平成元年着工、平成3年完成)

## 施設

### メインエリア

#### パークタワー
園内中央に位置し、高さが18mある展望台になっている。パークタワーから見える景色は北には赤城山が見える。南は関東一円の景色が見え、天気が良い日には富士山や東京スカイツリーも見える。
冬のイルミネーション期間中はプロジェクションマッピングが行われている。

#### フラトピア大花壇
季節ごとに模様替えを行う。春には20万球のチューリップを咲かせる。
高さ18mのパークタワーから見下ろすと、絵画のような風景が広がる。

#### ダリア園
夏から秋にかけて見頃となる。290品種1350株のダリアが栽培されている。
ダリアまつり期間中には「まるごと美味しいダリアまつり」と題しダリア料理が堪能できる。

### キッズエリア
ふわふわドームやローラーコースター、緑の迷路、カリヨンの花時計、遊具広場などがある。
じゃぶじゃぶ池では夏の間水に入ることができ、木陰も多いことから、のんびりすることができる。
エリア東側には桜の散歩道があり、早咲きの桜が咲く。

## アクセス方法

### 自動車
- 関越自動車道前橋ICより約40分。
- 北関東自動車道駒形ICより約30分。

### 電車
- 上毛電鉄上毛線大胡駅よりデマンドバスまたはタクシーで15分。